# Ritorno a Seoul
Ritorno a Seoul (Retour à Séoul) è un film del 2022 scritto e diretto da Davy Chou.
Co-produzione franco-tedesca-belga, il film racconta la storia di Freddie (interpretata da Park Ji-min), una ragazza adottata francese di 25 anni che decide di recarsi in Corea del Sud in cerca dei suoi genitori biologici. 
La première si è tenuta il 22 maggio 2022 durante il Festival di Cannes, nella sezione Un Certain Regard. Ritorno a Seoul è stato scelto come rappresentante della Cambogia nella categoria miglior film in lingua straniera agli Oscar del 2023, ottenendo un posto nella shortlist di dicembre.

## Trama
Freddie è una ragazza venticinquenne nata in Corea del Sud e adottata da genitori francesi. Arriva a Seul per caso dopo che il suo volo per Tokyo viene cancellato. Qui incontra Tena, la receptionist dell'hotel, e inizia la ricerca per rintracciare la sua famiglia biologica.

## Produzione
Le riprese si sono svolte in sei settimane del 2021, tra la Corea del Sud e la Romania.

## Distribuzione
Il film è stato proiettato per la prima volta in occasione del Festival di Cannes del 2022 il 22 maggio, con il titolo in inglese All The People I'll Never Be (lett. "tutte le persone che non sarò mai"), nella sezione Un Certain Regard. Poco prima della proiezione, MUBI e Sony Pictures Classics hanno acquisito i diritti di distribuzione del film in diverse regioni, con Sony che ha cambiato il titolo inglese del film in Return to Seoul.
In Italia, il film è stato distribuito da I Wonder Pictures e MUBI a partire dall'11 maggio 2023. Precedentemente era stato presentato fuori concorso al quarantesimo Torino Film Festival (2022).

## Accoglienza

### Critica
Secondo l'aggregatore di recensioni Rotten Tomatoes, il film ha ottenuto un indice di apprezzamento del 96% e un voto di 8,10 su 10 sulla base di 95 recensioni. Il consenso critico del sito recita: «Sensibilmente attento alla ricerca del suo protagonista, Ritorno a Seoul usa la storia di una donna per esplorare verità universali sulla condizione umana». Su Metacritic, il film ha ottenuto un voto di 87 su 100 sulla base di 28 recensioni.

## Riconoscimenti
- 2024 – Premio Lumière[8]
  - Candidatura per la migliore promessa femminile a Park Ji-min
- 2024 – Premio Magritte[9]
  - Candidatura per il miglior film straniero in coproduzione